# Zićir
Zićir, zikir, zikr ( tur. zikir ← arap. ḍikr, pobožno izgovaranje, invokacija Božje imena), jezično znači spominjati, sjećati se, ne biti u stanju gafleta, klanjati namaz i činiti dovu. U nazivlju sufija zikr podrazumijeva spominjanje Alaha određenim riječima ili rečenicama. S obzirom na to da se u islamu smatra da zikr oslobađa čovjeka od lažnih ljubavi a smješta u srce ljubav prema Alahu te da sve lijepe osobine dolaze do izražaja posredstvom zikra, zikr je zapovijeđen Kuranom i sunnetom i Alahovi dostovi ga stavljaju na prvo mjesto odmah iza teobe.